# Securinega durissima
Securinega durissima là một loài thực vật có hoa trong họ Diệp hạ châu. Loài này được J.F.Gmel. miêu tả khoa học đầu tiên năm 1792.

## Hình ảnh

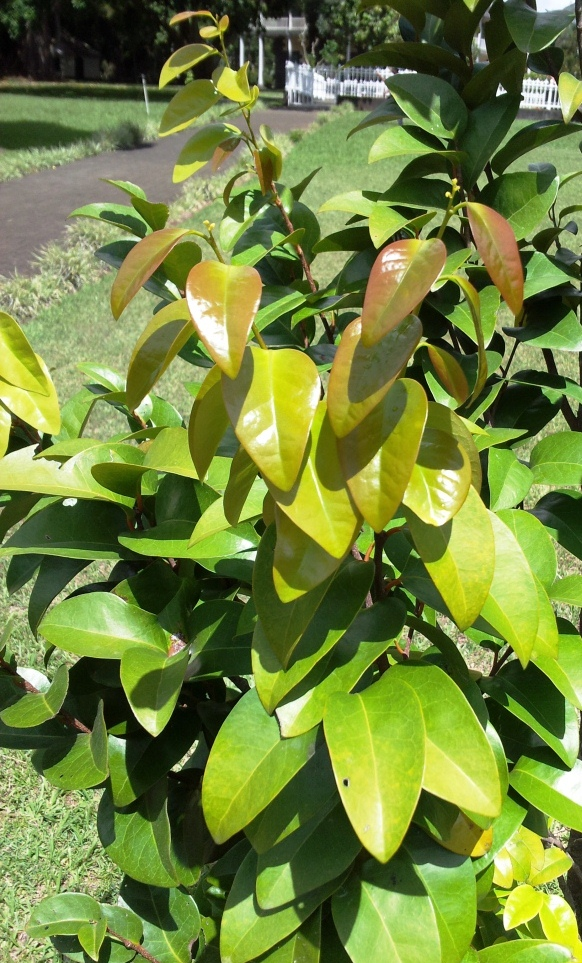